# Meždušarski
Otok Meždušarski (rus. о́стров Междуша́рский) je treći najveći otok u otočju Novaja zemlja, koji leži sjeverno od ruskog kopna. Leži u Barentsovom moru zapadno od mnogo većeg Južni. Površina otoka Meždušarski je 742km2. 

## Vanjske poveznice
|  | Zajednički poslužitelj ima još gradiva o temi Meždušarski |